# Чемпіонат України з футболу 1992: матч за 1-ше місце
Матч за перше місце чемпіонату України 1992 — футбольний поєдинок, що відбувся 21 червня 1992 року на стадіоні «Україна» у Львові між командами-переможцями двох груп вищої ліги сезону 1992 року.

## Опис
Сезон 1992 року був перехідним і винятковим — він тривав усього півроку. Тому, щоби вкластися в цей термін, клуби було розбито на дві групи по десять команд у кожній. Команди-переможці груп — «Таврія» і «Динамо» — розіграли чемпіонський титул у фінальному матчі у Львові за присутності 36 тисяч глядачів. «Динамо» вважалося беззаперечним фаворитом, але тренер «Таврії» Анатолій Заяєв вдало побудував гру на контратаках, і на 75-й хвилині Сергій Шевченко забив переможний м'яч, який зробив кримчан чемпіонами.

## Матч
| 21.06.1992 +29 °C |

| «Таврія» (Сімферополь) | 1:0      | «Динамо» (Київ) |
| ---------------------- | -------- | --------------- |
| С. Шевченко 75'        | Протокол |                 |

| стадіон «Україна», Львів Глядачів: 36 000 Арбітр: Володимир П'яних (Донецьк) |

| «Таврія» | «Динамо» |

| Таврія:        |    |                      |     |     |
|                |    |                      |     |     |
|                | 1  | Олег Колесов         |     |     |
|                | 2  | Сергій Шевченко (к)  | 75' |     |
|                | 3  | Микола Турчиненко    |     |     |
|                | 4  | Олександр Головко    |     |     |
|                | 5  | Відмантас Вишняускас | 64' |     |
|                | 6  | Сергій Воронежський  |     |     |
|                | 7  | Андрій Опарін        | 77' |     |
|                | 8  | Сефер Алібаєв        |     |     |
|                | 9  | Юрій Гетіков         |     |     |
|                | 10 | Сергій Гладишев      |     |     |
|                | 11 | Владислав Новіков    |     |     |
| Заміни:        |    |                      |     |     |
|                | 12 | Юрій Михайлус        | 77' | 87' |
|                | 13 | Сергій Єсін          | 87' |     |
| Тренер:        |    |                      |     |     |
| Анатолій Заяєв |    |                      |     |     |

| Динамо:        |    |                         |     |
|                |    |                         |     |
|                | 1  | Вальдемарас Мартінкенас |     |
|                | 2  | Олег Лужний             |     |
|                | 3  | Анатолій Безсмертний    | 55' |
|                | 4  | Андрій Алексаненков     |     |
|                | 5  | Сергій Шматоваленко (к) |     |
|                | 6  | Сергій Ковалець         |     |
|                | 7  | Юрій Мороз              |     |
|                | 8  | Сергій Заєць            |     |
|                | 9  | Олег Саленко            |     |
|                | 10 | Степан Беца             |     |
|                | 11 | Володимир Шаран         | 75' |
| Заміни:        |    |                         |     |
|                | 12 | Олег Матвєєв            | 55' |
|                | 13 | Юрій Грицина            | 75' |
| Тренер:        |    |                         |     |
| Анатолій Пузач |    |                         |     |

Особи
- Асиситенти арбітра:
  - Євген Канана (Донецьк)
  - Олег Чорний (Донецьк)
- Четвертий рефері:

Правила матчу
- Гра триває 90 хвилин.

Динамо та Таврія перед «золотим» матчем

- 30 хвилин додаткового часу за необхідності.
- Післяматчеві пенальті, якщо рахунок не змінився.
- Сім гравців у запасі.
- Максимум 3 заміни.